# Marius Sandberg
Jhr. Marius Diederik Christoph Sandberg (Padang, 5 september 1896 - Rio de Janeiro, 19 maart 1986) was een Nederlands voetballer die als aanvaller speelde.

## Clubvoetbal
Sandberg werd op 15 februari 1914 lid van het Leidse Ajax. Voor aanvang van het seizoen 1915/16 deed hij met Ajax nog mee aan de strijd om de Zilveren Bal maar vanaf 17 september 1915 speelde hij voor het Delftse Concordia.  Sandberg brak op seniorenniveau door bij HFC uit Haarlem. Hij maakte daar zijn debuut in het eerste elftal op 15 oktober 1916 als rechtsbinnen tegen het Haagse Quick. Hij deed in alle verdere competitiewedstrijden van dat seizoen mee. Een jaar later kwam hij tot 11 wedstrijden en op 10 november 1918 speelde hij zijn 33e en laatste wedstrijd voor HFC. Vervolgens speelde Sandberg een aantal seizoenen geen competitievoetbal wegens langdurig verblijf in het buitenland. In de voorbereiding van het seizoen 1924/25 dook hij weer op bij HFC om na een paar vriendschappelijke wedstrijden voor het Haagse HVV te gaan spelen. Op 21 september 1924 maakte hij hier zijn debuut in de uitwedstrijd tegen Ajax. Met een onderbreking van twee seizoenen, wegens verblijf in Kopenhagen, waar hij ook nog even voor het lokale AB Kopenhagen uitkwam, bleef Sandberg voor HVV voetballen tot hij op 3 april 1931, na 76 wedstrijden voor HVV, afscheid nam als midvoor in de wedstrijd om het kampioenschap van Den Haag tegen HBS.

## Vertegenwoordigend voetbal
Op 18 april 1926 debuteerde Sandberg voor Nederland in een vriendschappelijke wedstrijd tegen België (1-5 verlies).
| Nr. | Datum         | Locatie                  | Thuisploeg | Uitploeg  | Uitslag | Dp. | Verslag |
| --- | ------------- | ------------------------ | ---------- | --------- | ------- | --- | ------- |
| 82. | 18 april 1926 | Rheinstadion, Düsseldorf | Duitsland  | Nederland | 4-2     | -   |         |
| 83. | 2 mei 1926    | Oude Stadion, Amsterdam  | Nederland  | België    | 1-5     | -   |         |

## Privéleven

### Jeugd
Sandberg werd geboren in de adellijke familie Sandberg en was de derde van vijf zonen van officier en (internationaal) ambtenaar jhr. Johannis Coenraad Cornelium Sandberg (1869-1942) en diens eerste vrouw Catharina Petronella Margaretha Graadt van Roggen (1870-1907). Zoals veel kinderen van officieren in het Indische Leger groeide Sandberg deels op zonder zijn ouders, veelal ook zonder alle broers en werd er vaak verhuisd. Op 31 juli 1901 kwam het gezin aan vanuit Batavia en ging wonen aan het Frederikspark 5 te Haarlem. Op 22 maart 1902 volgde de volgende verhuizing, deze maal naar Nijmegen. Na ruim vier jaar aldaar te hebben gewoond moest vader Sandberg weer terug naar Nederlands-Indië. Op 29 juni 1906 verhuisden Sandberg en zijn beide oudste broers naar de Leidsche Vaart 236 te Haarlem. Moeder met de twee jongste broers volgde drie weken later. Erg lang heeft Sandberg daar niet gewoond want reeds op 15 november 1906 verhuisde hij met zijn beide oudste broers naar de Koninginneweg 59 te Haarlem, alwaar ze inwoonden bij vrouwenarts Dr.C.Jonges. Op 20 juni 1907 overleed moeder tijdens een verblijf te Zandvoort. Sandberg bleef wonen aan de Koninginneweg 59 totdat hij in september 1912 vertrok naar Teteringen. Zijn oudste broer Coen ging aan de KMA studeren en Sandberg ging mee. Aanvankelijk zou hij ook naar de Cadettenschool maar hoewel hij het toelatingsexamen heeft gehaald is dat uiteindelijk niet doorgegaan. In plaats daarvan maakte hij de HBS af in Den Haag. Na nog een kort intermezzo in Delft vertrok hij samen met zijn op een na oudste broer Johan Jacob Frans op 15 september 1916 naar Heemstede. Op 26 juli 1917 vertrokken beiden naar Haarlem om aan de Gedempte Oude Gracht 101 te gaan wonen.

### Volwassen
Johan Jacob Frans vertrok op 5 november 1917 naar Den Haag. Sandberg woonde nu alleen en vertrok op 3 april 1918 naar de Ruychaverstraat 6 te Haarlem. Hier woonde hij ten tijde van zijn eerste huwelijk op 30 december 1919. Hij trouwde te Bloemendaal met Cecile Gertrude Carp, geboren op 30 mei 1898 te Pekalongan. Niet lang nadat het huwelijk was gesloten vertrokken Sandberg en zijn echtgenote naar de Oost. Op 17 januari 1920 verliet het SS Vondel de haven van Amsterdam op weg naar Batavia. Het bleef niet bij Nederlands Indië. De periode in Oost-Azië eindigde uiteindelijk in China. Het is vanaf hier dat Sandberg en zijn vrouw op 27 mei 1924 zich vestigen in Zandvoort aan de Brederodestraat 105. Sandberg was nu makelaar van beroep. Ook dit adres was geen lange bewoning beschoren. Op 21 maart 1925 vertrok het echtpaar naar Den Haag, naar de Van Aerssenstraat 5. Na nog geen jaar hier te hebben gewoond vertrokken beiden naar de Koningin Sophiestraat 23, eveneens te Den Haag. Op 8 april 1926 werd te Haarlem een dochter geboren, Maria Rosa. Op 13 juni 1926 was Sandberg reserve bij het Nederlands Elftal in de uitwedstrijd tegen Denemarken. Het beviel hem daar zo goed dat hij aldaar bleef om te werken. Op 3 januari 1927 vertrokken zijn vrouw en kind naar Bloemendaal. Op 21 september 1928 kwam Sandberg weer terug uit Kopenhagen en woonde alleen aan de Parkstraat 79. Op 15 oktober 1929 vertrok hij naar de Dedelstraat 13 om op 6 januari 1930 weer naar het buitenland te vertrekken. Op 4 september 1930 werd de echtscheiding van Sandberg met zijn eerste vrouw ingeschreven. Sandberg trouwde uiteindelijk vier keer, en had uit zijn eerste, tweede en vierde huwelijk elk een dochter. Hij werd koopman en was later werkzaam in public relations. Hij vertrok naar Zuid-Amerika, heeft nog een tijd in Buenos Aires gewoond en overleed uiteindelijk in Rio de Janeiro op 89-jarige leeftijd.